# Traité des Arbres et Arbustes
Traité des Arbres et Arbustes, (abreujat Traité Arbr. Arbust.), és un llibre il·lustrat amb descripcions botàniques que va es escrit per l'enginyer naval, físic, botànic, químic, agrònom, inspector general de la marina, escriptor científic francès, Henri-Louis Duhamel du Monceau. Es va publicar a l'any 1847.

## Publicacions
- 1a edició el 1755
- 2a edició el 1785